# El Paso (Illinois)
El Paso è un comune (city) degli Stati Uniti d'America che si trova tra le contee di Woodford e McLean nello Stato dell'Illinois. La popolazione era di 2,810 persone al censimento del 2010. La porzione nella contea di Woodford fa parte dell'area metropolitana di Peoria.

## Geografia fisica
El Paso è situata a 40°44′20″N 89°00′58″W (40.738800, -89.016034).
Secondo lo United States Census Bureau, ha un'area totale di 2.13 miglia quadrate (5.52 km²).

## Storia
El Paso venne fondata da George Gibson e James Wathen. Gibson decise di chiamarla "El Paso" dalla città di El Paso nel Texas, o dal passaggio o incrocio di due linee ferroviarie.

## Società

### Evoluzione demografica
Secondo il censimento del 2000, c'erano 2,695 persone.

### Etnie e minoranze straniere
Secondo il censimento del 2000, la composizione etnica della città era formata dal 98.89% di bianchi, lo 0.15% di afroamericani, lo 0.15% di nativi americani, lo 0.22% di asiatici, lo 0.22% di altre razze, e lo 0.37% di due o più etnie. Ispanici o latinos di qualunque razza erano lo 0.71% della popolazione.